# Puente José León de Carranza
De Puente José León de Carranza (Nederlands: Carranzabrug) ook wel Puente Carranza genoemd, is een brug in Cádiz. In het midden zijn twee brugdelen die geopend kunnen worden zodat hogere schepen de doorvaart kunnen maken. De Carranzabrug overspant de Baai van Cádiz en verbindt de stad met Puerto Real. Het is eerste brug over de baai, in 2015 volgde 
de tweede brug, de Puente de la Constitución de 1812.
Voor de bouw van de bruggen was de stad alleen met het vasteland verbonden via de landengte San Fernando. Hier ligt een weg dicht langs de kust. Bij zware stormen bestond het gevaar dat deze verbinding werd doorbroken. Door het toenemend wegverkeer en de noodzaak voor goede af- en aanvoerroutes voor de haven van de stad werd in 1969 de Carranzabrug gebouwd. Op het 13 meter brede dek is ruimte voor een autoweg met een rijstrook in beide richtingen en een wisselstrook in het midden.
De eerste bouwplannen dateren al van 1927. Burgemeester Ramón de Carranza trok dit project. In 1928 nam het gemeentebestuur van Cádiz een bouwbesluit. Het tracé liep van het Kasteel van San Lorenzo del Puntal naar Puerto Real. De brug zou 1250 meter lang worden en voorzien van beweegbare brugdelen. Door bezwaren ging de bouw niet door.
In 1948 pakte de zoon van burgemeester Carranza het plan weer op. Diverse opties werden bediscussieerd, maar een besluit werd niet genomen.
Op 15 februari 1959 nam de gemeenteraad eindelijk een besluit. In 1963 keurde het ministerie van Openbare Werken het project goed. Het ministerie eiste wel aanpassingen, waaronder een bredere doorvaartopening voor de scheepvaart. Op 12 april 1965 werd het definitieve ontwerp geaccepteerd, een liggerbrug van 1400 meter lang, met betonnen pijlers en liggende brugdelen en twee beweegbare brugdelen van 45 meter lang om hoge schepen naar de militaire basis La Carraca en de scheepswerven van San Fernando doorgang te verlenen. Op 8 december 1966 werd de eerste steen gelegd en twee en een half jaar later werd de bouw afgerond. De Carranzabrug werd op 28 oktober 1969 officieel voor het verkeer geopend. Vanaf het begin tot in 1982 werd tol geheven om de investeringen terug te betalen.

## Fotogalerij

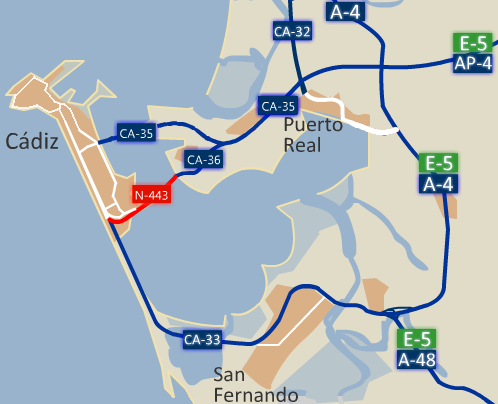
Ligging van de brug (N-443) en de overige belangrijkste verbindingen tussen de stad en het vaste land
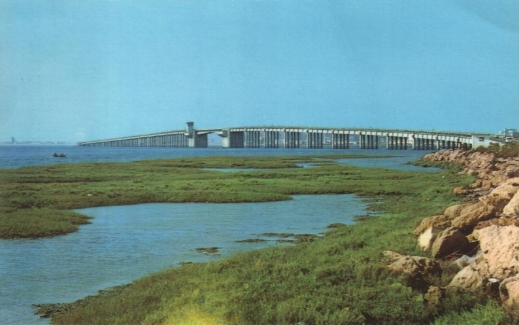
Zicht op brug
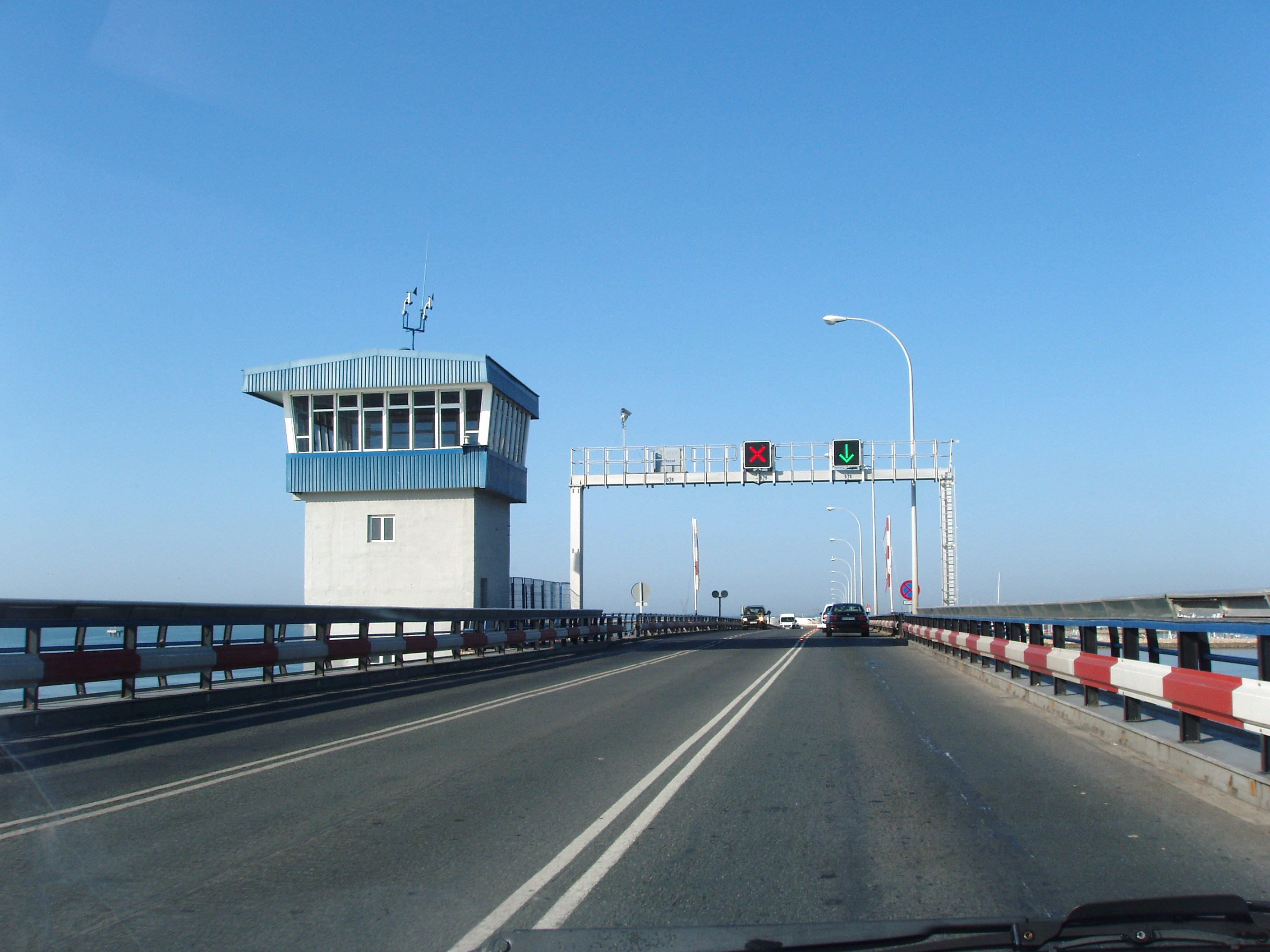
Wegdek